# Ismael Massoud
Ismael Massoud Rodríguez-Barrera (Madrid, 06 de mayo de 2000) es un jugador de baloncesto con nacionalidad egipcia, estadounidense y española. Con 2 metros y 6 centímetros de estatura, juega en la posición de ala-pívot. Actualmente forma parte de la plantilla de Palmer Basket Mallorca de Primera FEB. Es internacional con la Selección de baloncesto de Egipto.

## Trayectoria
Massoud nacido en Madrid es hijo de madre española y de padre egipcio, formado en la MacDuffie School de Granby (Massachusetts), hasta que en 2019 ingresó en la Universidad de Wake Forest en Winston-Salem, Carolina del Norte, donde disputó durante 2 temporadas la NCAA con los Wake Forest Demon Deacons, desde 2019 a 2021.
En 2021, ingresa en la Universidad Estatal de Kansas en Manhattan (Kansas), donde formó parte durante dos temporadas del equipo de la NCAA de los Kansas State Wildcats.
En 2023, ingresa en la Universidad de Georgetown, dirigida por la Compañía de Jesús (Jesuitas) y situada en Washington D. C., donde formó parte durante una temporada del equipo de la NCAA de los Georgetown Hoyas.
El 25 de noviembre de 2024, firma por el BC Amra Gagra de la liga georgiana, en el que promedió 10,8 puntos y capturó 4,4 rebotes por encuentro, con una participación de 30 minutos por partido.
El 11 de julio de 2025, firma por el Palmer Basket Mallorca de Primera FEB.

### Selección nacional
En 2025, es convocado para disputar el Afrobasket en Angola con la Selección de baloncesto de Egipto.